# Mauritia maculifera
Mauritia maculifera is een slakkensoort uit de familie van de Cypraeidae. De wetenschappelijke naam van de soort is voor het eerst geldig gepubliceerd in 1932 door Schilder.